# Pablo Barrera
Pablo Edson Barrera Acosta (Tlalnepantla, 1987. június 21. –) egy mexikói válogatott labdarúgó, aki 2016 nyarától a mexikói Querétaro játékosa. Középpályásként és csatárként is bevethető, a pálya szélén játszik.

## Pályafutása

### UNAM Pumas
Barrera 11 évesen került az UNAM Pumas ificsapatához, majd 2005-ben került fel a felnőtt csapathoz, ahol hamar állandó kezdővé vált. 2008 júliusában keresztszalag szakadást szenvedett, ami miatt hat hónapig nem játszhatott. 2009 januárjában, egy Necaxa elleni meccsen tért vissza, ahol gólt is szerzett.

### West Ham United
2010 nyarán a londoni West Ham szerződtette, amely később kölcsönadta a spanyol Real Zaragoza csapatának.

### Újra Mexikóban
Európai kitérője után hazatért, és a Cruz Azul, majd a Rayados de Monterrey csapatát erősítette, utóbbival a 2016-os Clausura szezonban bajnoki ezüstérmet is szerzett. 2016 nyarán visszatért a Pumashoz.

## Válogatott
Barrera részt vett a 2007-es U20-as vb-n, ahol két gólt szerzett. A felnőtt válogatottban 2007. október 17-én, Guatemala ellen debütált. Első gólját 2009. július 5-én, egy Nicaragua elleni mérkőzésen szerezte a 2009-es CONCACAF-aranykupán. A tornán még egyszer betalált, Haiti ellen volt eredményes. Behívót kapott a 2010-es világbajnokságra.
Részt vett a 2011-es CONCACAF-aranykupán is, amelyet Mexikó többek között annak köszönhetően nyert meg, hogy Barrera a döntőben kétszer is betalált az amerikaiak kapujába.
Bár közel 60 válogatottsága van, ebből alig volt néhány alkalom, amikor végigjátszotta volna a 90 percet: többnyire vagy csereként lépett pályára, vagy ha kezdett, akkor lecserélték.

### Mérkőzései a válogatottban
| Mexikó | Mexikó              | Mexikó                                          | Mexikó             | Mexikó   | Mexikó              | Mexikó                          | Mexikó | Mexikó      |
| #      | Dátum               | Helyszín                                        | Hazai              | Eredmény | Vendég              | Kiírás                          | Gólok  | Esemény     |
| ------ | ------------------- | ----------------------------------------------- | ------------------ | -------- | ------------------- | ------------------------------- | ------ | ----------- |
| 1.     | 2007. október 17.   | Los Angeles, Memorial Coliseum                  | Mexikó             | 2 – 3    | Guatemala           | barátságos                      | 0      | 46' 90'     |
| 2.     | 2008. április 16.   | Seattle, Qwest Field                            | Mexikó             | 1 – 0    | Kína                | barátságos                      | 0      | 90'         |
| 3.     | 2009. június 28.    | San Diego, Qualcomm Stadion                     | Mexikó             | 0 – 0    | Guatemala           | barátságos                      | 0      | 46'         |
| 4.     | 2009. július 5.     | Seattle, Qwest Field                            | Nicaragua          | 0 – 2    | Mexikó              | CONCACAF-aranykupa, csoportkör  | 1      | 46' 85'     |
| 5.     | 2009. július 9.     | Houston, Reliant Stadion                        | Mexikó             | 1 – 1    | Panama              | CONCACAF-aranykupa, csoportkör  | 0      | 66'         |
| 6.     | 2009. július 12.    | Glendale, University of Phoenix Stadium         | Mexikó             | 2 – 0    | Guadeloupe          | CONCACAF-aranykupa, csoportkör  | 0      | 64'         |
| 7.     | 2009. július 19.    | Arlington, Cowboys Stadium                      | Mexikó             | 4 – 0    | Haiti               | CONCACAF-aranykupa, negyeddöntő | 1      | 59' 82'     |
| 8.     | 2009. július 23.    | Chicago, Soldier Field                          | Costa Rica         | 1 – 1    | Mexikó              | CONCACAF-aranykupa, elődöntő    | 0      | 54'         |
| 9.     | 2009. szeptember 9. | Mexikóváros, Estadio Azteca                     | Mexikó             | 1 – 0    | Honduras            | vb-selejtező                    | 0      | 63'         |
| 10.    | 2009. október 10.   | Mexikóváros, Estadio Azteca                     | Mexikó             | 4 – 1    | Salvador            | vb-selejtező                    | 0      | 89'         |
| 11.    | 2009. október 14.   | Port of Spain, Hasely Crawford Stadion          | Trinidad és Tobago | 2 – 2    | Mexikó              | vb-selejtező                    | 0      | 46'         |
| 12.    | 2010. február 24.   | San Francisco, Candlestick Park                 | Mexikó             | 5 – 0    | Bolívia             | barátságos                      | 1      | 2' 46'      |
| 13.    | 2010. március 24.   | Charlotte, Bank of America Stadion              | Mexikó             | 0 – 0    | Izland              | barátságos                      | 0      |             |
| 14.    | 2010. május 7.      | New Jersey, New Meadowlands                     | Mexikó             | 0 – 0    | Ecuador             | barátságos                      | 0      | 60'         |
| 15.    | 2010. május 10.     | Chicago, Soldier Field                          | Mexikó             | 1 – 0    | Szenegál            | barátságos                      | 0      | 56'         |
| 16.    | 2010. május 13.     | Houston, Reliant Stadium                        | Mexikó             | 1 – 0    | Angola              | barátságos                      | 0      | 65'         |
| 17.    | 2010. május 16.     | Mexikóváros, Estadio Azteca                     | Mexikó             | 1 – 0    | Chile               | barátságos                      | 0      | 55'         |
| 18.    | 2010. május 24.     | London, Wembley Stadion                         | Anglia             | 3 – 1    | Mexikó              | barátságos                      | 0      | 52' 65'     |
| 19.    | 2010. május 26.     | Freiburg, Badenova Stadion                      | Hollandia          | 2 – 1    | Mexikó              | barátságos                      | 0      | 46'         |
| 20.    | 2010. május 30.     | Bayreuth, Hans-Walter-Wild-Stadion              | Mexikó             | 5 – 1    | Gambia              | barátságos                      | 0      | 46'         |
| 21.    | 2010. június 3.     | Brüsszel, Baldvin király Stadion                | Olaszország        | 1 – 2    | Mexikó              | barátságos                      | 0      | 46'         |
| 22.    | 2010. június 17.    | Polokwane, Peter Mokaba Stadion                 | Franciaország      | 0 – 2    | Mexikó              | vb-csoportkör                   | 0      | 31'         |
| 23.    | 2010. június 22.    | Rustenburg, Royal Bafokeng Stadion              | Mexikó             | 0 – 1    | Uruguay             | vb-csoportkör                   | 0      | 46'         |
| 24.    | 2010. június 27.    | Johannesburg, Soccer City                       | Argentína          | 3 – 1    | Mexikó              | vb-nyolcaddöntő                 | 0      | 46'         |
| 25.    | 2010. augusztus 11. | Mexikóváros, Estadio Azteca                     | Mexikó             | 1 – 1    | Spanyolország       | barátságos                      | 0      | 46'         |
| 26.    | 2010. szeptember 4. | Zapopan, Estadio Omnilife                       | Mexikó             | 1 – 2    | Ecuador             | barátságos                      | 0      | 75'         |
| 27.    | 2010. szeptember 7. | San Nicolás de los Garza, Estadio Universitario | Mexikó             | 1 – 0    | Kolumbia            | barátságos                      | 0      | 54'         |
| 28.    | 2010. október 12.   | Ciudad Juárez, Estadio Olímpico Benito Juárez   | Mexikó             | 2 – 2    | Venezuela           | barátságos                      | 0      |             |
| 29.    | 2011. február 9.    | Atlanta, Georgia Dome                           | Mexikó             | 2 – 0    | Bosznia-Hercegovina | barátságos                      | 0      | 68'         |
| 30.    | 2011. március 26.   | Oakland, Oakland Coliseum                       | Mexikó             | 3 – 1    | Paraguay            | barátságos                      | 0      | 75'         |
| 31.    | 2011. március 29.   | San Diego, Qualcomm Stadium                     | Mexikó             | 1 – 1    | Venezuela           | barátságos                      | 0      | 82'         |
| 32.    | 2011. május 28.     | Seattle, CenturyLink Field                      | Mexikó             | 1 – 1    | Ecuador             | barátságos                      | 0      | 75'         |
| 33.    | 2011. június 1.     | Denver, Invesco Field                           | Mexikó             | 3 – 0    | Új-Zéland           | barátságos                      | 0      | 46'         |
| 34.    | 2011. június 5.     | Arlington, Cowboys Stadium                      | Salvador           | 0 – 5    | Mexikó              | CONCACAF-aranykupa, csoportkör  | 0      |             |
| 35.    | 2011. június 9.     | Charlotte, Bank of America Stadion              | Kuba               | 0 – 5    | Mexikó              | CONCACAF-aranykupa, csoportkör  | 0      | 63'         |
| 36.    | 2011. június 12.    | Chicago, Soldier Field                          | Mexikó             | 4 – 1    | Costa Rica          | CONCACAF-aranykupa, csoportkör  | 1      | 38' 61'     |
| 37.    | 2011. június 18.    | East Rutherford, New Meadowlands Stadium        | Mexikó             | 2 – 1    | Guatemala           | CONCACAF-aranykupa, negyeddöntő | 0      | 82'         |
| 38.    | 2011. június 22.    | Houston, Reliant Stadion                        | Honduras           | 0 – 2    | Mexikó              | CONCACAF-aranykupa, elődöntő    | 0      | 101'        |
| 39.    | 2011. június 25.    | Pasadena, Rose Bowl                             | Egyesült Államok   | 2 – 4    | Mexikó              | CONCACAF-aranykupa, döntő       | 2      | 28' 49' 75' |
| 40.    | 2011. augusztus 10. | Philadelphia, Lincoln Financial Field           | Egyesült Államok   | 1 – 1    | Mexikó              | barátságos                      | 0      | 71'         |
| 41.    | 2011. szeptember 2. | Varsó, Pepsi Arena                              | Lengyelország      | 1 – 1    | Mexikó              | barátságos                      | 0      |             |
| 42.    | 2011. szeptember 4. | Barcelona, Estadi Cornellà-El Prat              | Mexikó             | 1 – 0    | Chile               | barátságos                      | 0      | 60'         |
| 43.    | 2011. október 11.   | Torreón, Estadio TSM Corona                     | Mexikó             | 1 – 2    | Brazília            | barátságos                      | 0      | 80'         |
| 44.    | 2011. november 11.  | Santiago de Querétaro, Estadio Corregidora      | Mexikó             | 2 – 0    | Szerbia             | barátságos                      | 0      | 62'         |
| 45.    | 2012. február 29.   | Miami Gardens, Sun Life Stadium                 | Mexikó             | 0 – 2    | Kolumbia            | barátságos                      | 0      | 45' 74'     |
| 46.    | 2012. május 27.     | New York, MetLife Stadium                       | Mexikó             | 2 – 0    | Wales               | barátságos                      | 0      | 76'         |
| 47.    | 2012. május 31.     | Chicago, Soldier Field                          | Mexikó             | 2 – 1    | Bosznia-Hercegovina | barátságos                      | 0      | 77'         |
| 48.    | 2012. június 3.     | Arlington, Cowboys Stadium                      | Mexikó             | 2 – 0    | Brazília            | barátságos                      | 0      | 68'         |
| 49.    | 2012. június 8.     | Mexikóváros, Estadio Azteca                     | Mexikó             | 3 – 1    | Guyana              | vb-selejtező                    | 0      | 66'         |
| 50.    | 2012. június 12.    | San Salvador, Estadio Cuscatlán                 | Salvador           | 1 – 2    | Mexikó              | vb-selejtező                    | 0      | 86'         |
| 51.    | 2012. augusztus 15. | Mexikóváros, Estadio Azteca                     | Mexikó             | 0 – 1    | Egyesült Államok    | barátságos                      | 0      | 46'         |
| 52.    | 2013. április 17.   | San Francisco, Candlestick Park                 | Mexikó             | 0 – 0    | Peru                | barátságos                      | 0      | 73'         |
| 53.    | 2013. május 31.     | Houston, Reliant Stadium                        | Mexikó             | 2 – 2    | Nigéria             | barátságos                      | 0      | 27′         |
| 54.    | 2013. június 4.     | Kingston, Independence Park                     | Jamaica            | 0 – 1    | Mexikó              | vb-selejtező                    | 0      | 59'         |
| 55.    | 2013. június 11.    | Mexikóváros, Estadio Azteca                     | Mexikó             | 0 – 0    | Costa Rica          | vb-selejtező                    | 0      | 63'         |
| 56.    | 2013. június 19.    | Fortaleza, Estádio Castelão                     | Brazília           | 2 – 0    | Mexikó              | konföderációs kupa, csoportkör  | 0      | 69'         |
| 57.    | 2013. június 22.    | Belo Horizonte, Estádio Mineirão                | Japán              | 1 – 2    | Mexikó              | konföderációs kupa, csoportkör  | 0      | 77'         |
|        | Összesen            |                                                 |                    | 57       | mérkőzés            |                                 | 6      | gól         |